# Peter Luccin
Peter Bernard Luccin (Marseille, 1979. április 9. –) francia labdarúgó-középpályás. Rendelkezik martinique-i állampolgársággal is.